# Мария Игнатова
Мария Игнатова Игнатова е българска телевизионна водеща, актриса и спортна журналистка. Била е водеща на предаванията „Господари на ефира“, „България търси талант“, „Х Фактор“, „Папараци – ново 20“, „Звездите в нас“ и Един за друг.

## Биография
Мария Игнатова е родена на 26 септември 1979 година в град София.
Родена в семейство на химичен и машинен инженер. Родителите ѝ се разделят, когато тя е на 12 години. Завършва средното си образование в САЩ, след което се завръща в България. Продължава образованието си в Холандия, като решава да учи моден мениджмънт, но скоро прекъсва следването.
Запалва се по телевизионната журналистика и завършва частен колеж с такъв профил. Междувременно работи като модел за холандска модна агенция.
Завръща се в България и започва работа в БНТ, където е водеща на съвместното предаване на БНТ и Спортния тотализатор – „Теглене тиражите на ТОТО 2 и Втори ТОТО шанс“. Изявява се като певица и има три записани песни – „Не ме търси“, „Искаш“ и „Невъзможно“ (дует със Стратия).
Като актриса участва във филмите „Риба чук“ и „Икона“. През 2018 г. участва в комедийния сериал „Полицаите от края на града“ излъчван по Нова телевизия. През 2019 г. става част от „Господари на уеба“. През 2020 г. създава авторски спектакъл – „Без грам #ИнстаСрам“.
През 2021 г. участва в третия сезон на „Маскираният певец“ в ролята на Заека, а през 2022 г. е водеща на „Звездите в нас“.
От 2024 г. заедно с Емил Чолаков водят петия и шестия сезон на Един за друг.

## Личен живот
Жени се за бизнесмена Петко Димитров, но по-късно се развеждат, и заедно имат син.
През февруари 2009 г. заедно със своя колега Димитър Рачков обявяват пред седмичното списание „Стори“, че имат интимна връзка и дори живеят заедно. През август 2017 г., след 8 години, Димитър Рачков и Мария Игнатова прекратяват връзката си за известно време. През май 2018 г. двамата отново започват да се появяват заедно на публични места, а 3 месеца по-късно прекарват лятото заедно в Тоскана, Италия с приятели. През септември 2018 г. Димитър Рачков и Мария Игнатова се събират да водят „Господари на ефира“ след 7 години отсъствие като екранна двойка.
През 2021 г. се жени за Ивайло Цветков – Нойзи.